# Agila II
Agila II (zm. 714) – król Wizygotów od 711 do śmierci.
O panowaniu Agili nie wiadomo wiele, fakt jego wyboru na tron i sprawowania władzy poświadczają monety, nie jest natomiast wspominany w źródłach szanowanych historyków i kronikarzy. Monety Agili odnaleziono w Gironie, Saragossie, Tarragonie i Narbonie.
Nie jest znane pochodzenie Agili, spekulowano, że mógł być synem Wittizy, jednak ewentualny potomek był wówczas dzieckiem.
Ze względu na najazd muzułmański Tarika ibn Zijada w 711 roku panowanie Agili ograniczone było jedynie do północno-wschodnich ziem królestwa wizygockiego, co potwierdza zasięg obszaru znajdowania monet z jego imieniem.
Prawdopodobnie władca zginął w 714 roku w potyczce z muzułmańskimi najeźdźcami.
Następcą Agili został bliżej nieznany Ardo wymieniany jako władca Wizygotów panujący zapewne z Septymanii.